# DWF LLP
DWF LLP ist eine internationale Wirtschaftskanzlei mit Hauptsitz in Manchester und 27 Büros in 15 Ländern.
2017 erreichte die Kanzlei im Financial Times Most Innovative Lawyers Report den 10. Platz als Overall most innovative legal business in Europe. Dabei erzielte DWF die höchste Bewertung aller Firmen in der Kategorie Innovation in the Business of Law. 2018 wurde DWF in einem Marktbericht der Ratingagentur Experian als eine der prominentesten Rechts- und Finanzberater im Vereinigten Königreich und in Europa bewertet und belegte jeweils den 7. und 15. Platz.

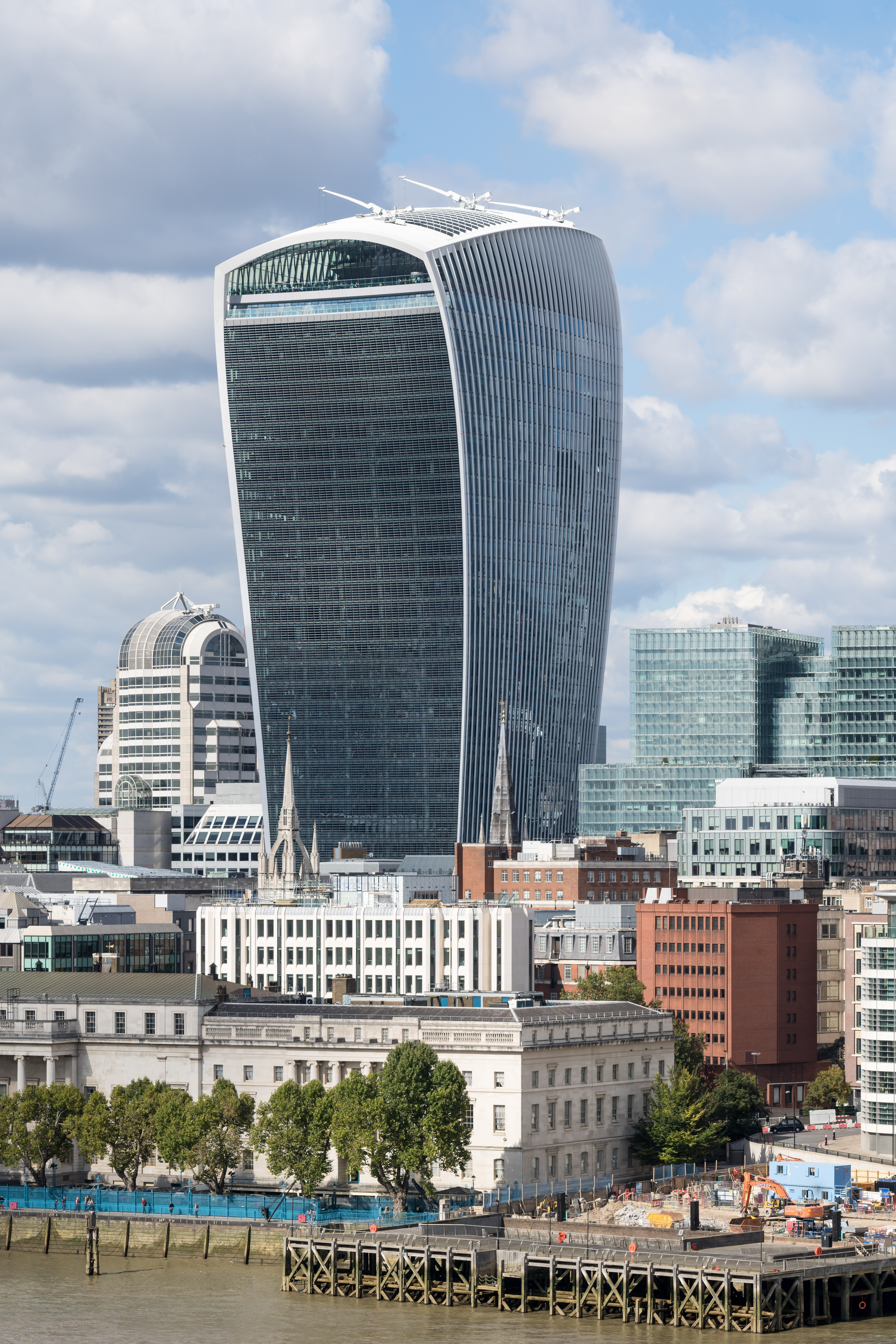
Das Londoner Büro der Kanzlei befindet sich im Gebäude 20 Fenchurch Street, besser bekannt als „Walkie Talkie“

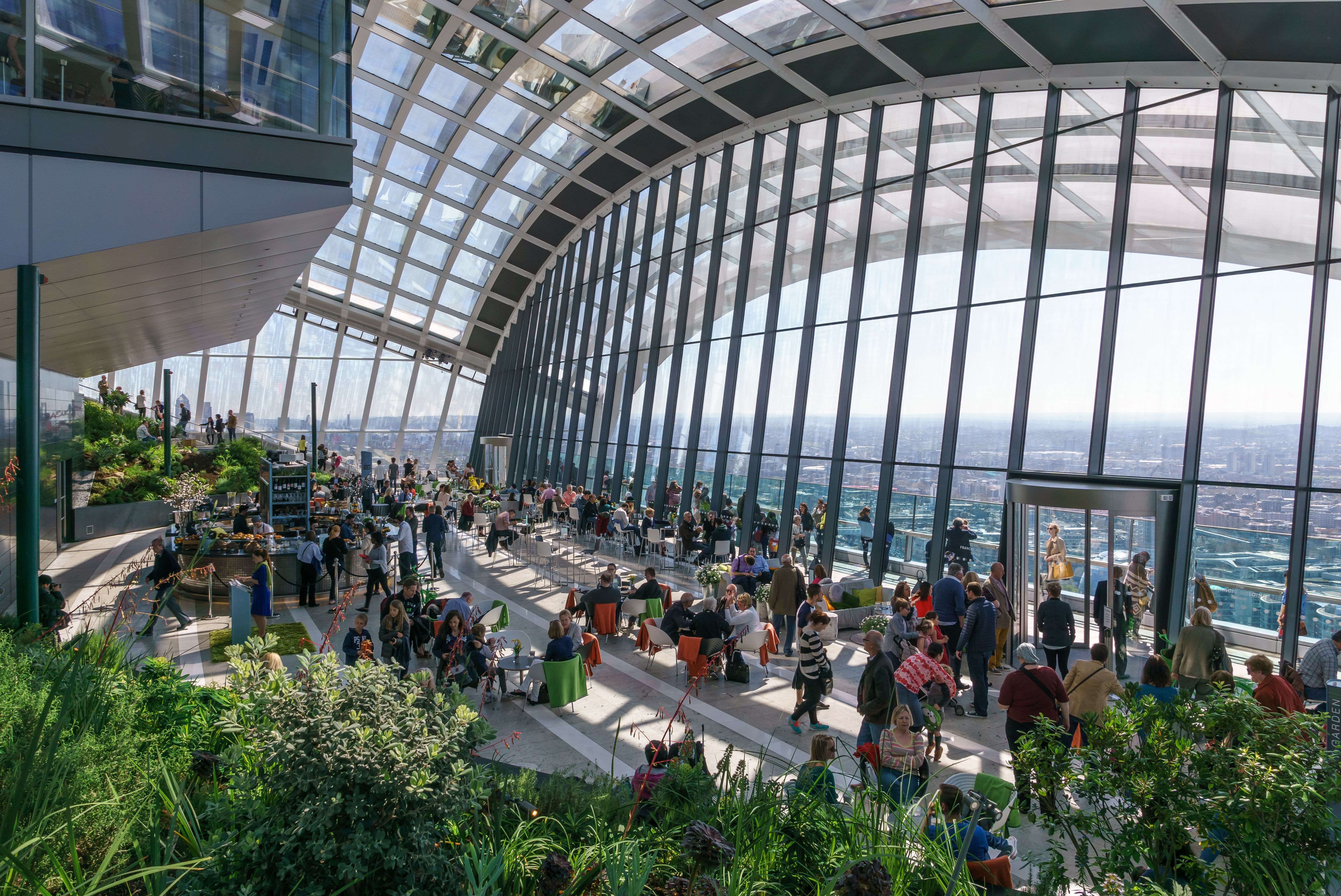
Ausblick aus dem Sky Garden Rooftop, das Restaurant, das sich im obersten Stockwerk des Londoner Büros befindet

Zu den Mandanten des Unternehmens gehören Institutionen sowie FTSE 100-notierte Unternehmen wie adidas, Aviva, Barclays, expedia, Haribo, Leeds City Council, Lidl, Marks & Spencer, Pepsi, Poundland, Royal Bank of Scotland, RSA Insurance Group, Uber, Virgin Trains, Whitbread und Zurich Insurance Group.
Im Juni 2018 verkündete DWF ihren Plan, den bisher größten Börsengang einer Anwaltskanzlei mit einer Bewertung von 1,3 Milliarden US-Dollar vorzubereiten.
DWF verzeichnete für 2017/18 ein Umsatzwachstum von 18 Prozent von 201,3 Millionen Pfund auf 236 Millionen Pfund (309 Millionen US-Dollar). Der Gewinn pro Equity Partner (PEP) stieg dabei um 9 Prozent.

## Geschichte
Die Rechtsberatung begann ihre Tätigkeit als vierköpfige Kanzlei im Nordwesten Englands und ist durch eine Reihe von internationalen Fusionen stark gewachsen und auf mehreren Kontinenten vertreten. Sie beschäftigt derzeit rund 3.100 Mitarbeiter und ist gemessen am Umsatz die 19. größte Anwaltskanzlei Großbritanniens und berät nationale und multinationale Konzerne, Finanzinstitute und Regierungen.
Davies Wallis wurde 1977 in Liverpool gegründet und fusionierte 1989 mit der Kanzlei Dodds Ashcroft. Eine Fusion mit Foysters im Jahr 1990 hatte ein Büro in Manchester und eine Namensänderung in Davies Wallis Foyster zur Folge, die 2007, kurz nach der Übernahme von Ricksons, in DWF abgekürzt wurde. Die Ricksons-Akquisition brachte Büros in Preston und Leeds hinzu. 2008 eröffnete DWF das Londoner Büro in der 20 Fenchurch Street.

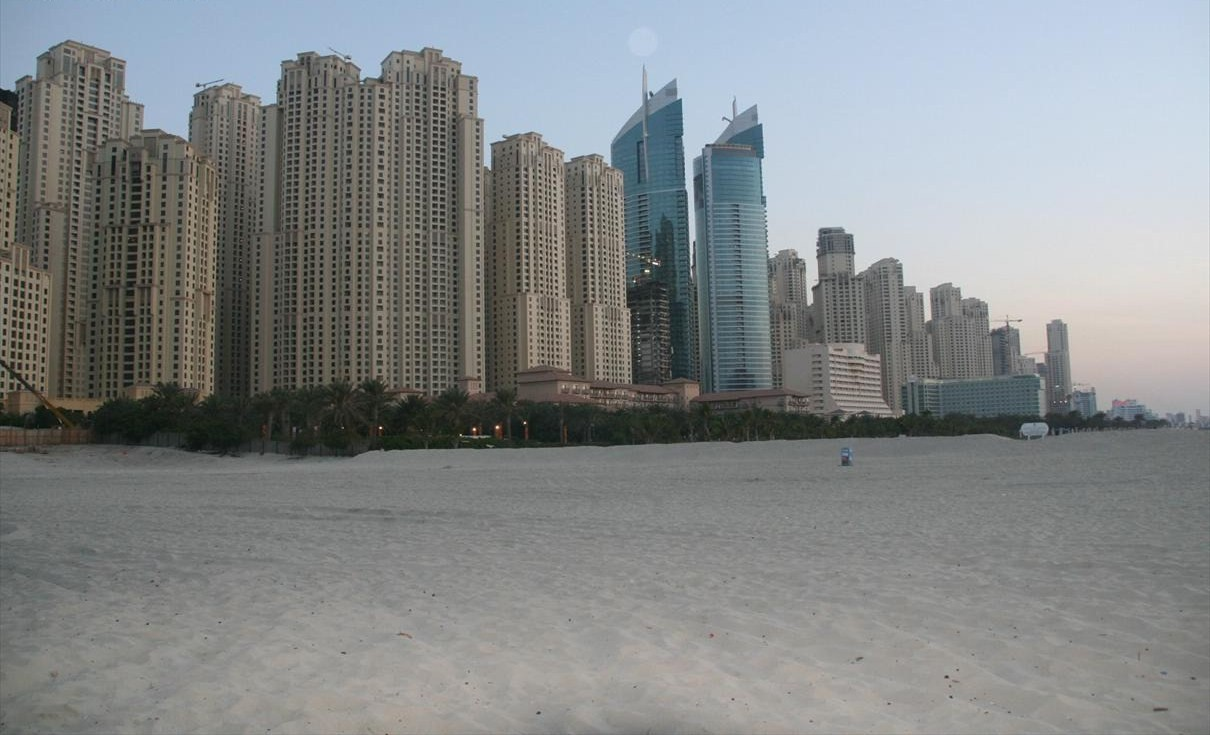
Die Geschäftsräume des DWF Dubai-Standorts befinden sich in dem Al Fattan Marine Towers Komplex der Stadt.

DWF eröffnete im März 2015 ein Büro in Dubai, das erste Büro der Kanzlei außerhalb der britischen Inseln.
Im Jahre 2017 eröffnete DWF im Zuge ihrer Expansion insgesamt sechs Büros, darunter zwei neue in Kontinentaleuropa. Die Kanzlei eröffnete einen Standort in Berlin, nachdem zwei Anwälte von DLA Piper eingestellt wurden. Darüber hinaus eröffnete sie ihr erstes Büro in Frankreich durch eine Fusion mit der Pariser Kanzlei Heenanan Blaikie. Im asiatisch-pazifischen Raum eröffnete DWF durch den Zusammenschluss mit MVM Legal zwei Büros in Melbourne und Brisbane. Der Standort in Singapur wurde mit ehemaligen Anwälten der britischen Kanzlei Eversheds Sutherland weiter ausgebaut. Nach der Übernahme der Schadensregulierungsgesellschaft Triton im Januar eröffnete DWF Niederlassungen in Sydney, Chicago und Toronto.
Im Juni 2018 bereitete DWF den Börsengang der größten Anwaltskanzlei mit einem Börsengang von 1,3 Milliarden US-Dollar vor.
Im September 2018 trat DWF in eine exklusive Partnerschaft mit der US-Kanzlei Wood, Smith, Henning & Berman LLP (WSHB) ein, einer in Los Angeles ansässigen Full-Service-Kanzlei mit 22 Büros in den USA, 56 Partnern und 250 Anwälten, die im letzten Geschäftsjahr einen Bruttoumsatz von 81 Mio. US-Dollar erwirtschaftete.

## Auszeichnungen
- DWF erhielt eine erneute Auszeichnung im Financial Times Innovative Lawyers Report und erreichte den 11. Platz als innovativste Anwaltskanzlei Europas für die Entwicklung einer Plattform auf der Grundlage von Kim, der KI-Technologie, die den virtuellen Assistenten von Ernst & Young Riverview Law zugrunde liegt, zur Verwaltung von Arbeitsgerichten für Mandanten.
- In einem Bericht von Experian belegte DWF 2018 Platz 7 unter den aktivsten Rechts- und Finanzberatern in Großbritannien und Platz 15 in Europa nach Transaktionsvolumen und -wert.
- Neun Anwälte von DWF wurden in der Legal 500 Hall of Fame ausgezeichnet, einem jährlichen Branchen-Benchmarking-Leitfaden, der Anwälte anerkennt, die in den letzten zehn Jahren von Kollegen und Mandaten gelobt wurden.
- DWF erhielt 2018 eine Reihe von Auszeichnungen in der Versicherungsbranche für die Anerkennung der Insurance Law Firm of the Year bei den Post Claims Awards, Best Fraud Prevention Solution of the Year und Legal Partner of the Year bei den Insurance Times Claims Excellence Awards und Outsourcing Partner of the Year bei den British Insurance Awards.
- Das Unternehmen gewann das Litigation Team of the Year bei den Manchester Legal Awards und erhielt Gold im Employers Network for Equality and Inclusion (ENEI) neue Talent Inclusion & Diversity Evaluation (TIDE) Awards für seine herausragenden Praktiken in den Bereichen Gleichstellung, Vielfalt und Integration.
- DWF wurde im Financial Times Most Innovative Lawyers in Europe Report 2017 auf Platz 10 gewählt und erhielt die höchste Punktzahl unter allen Unternehmen für Innovationen im Bereich der Rechtswissenschaften.
- Die Kanzlei gewann den Preis „Bestes Praktikumsprogramm“ (Best in Law Awards 2017).
- Empfohlen für Team des Jahres – Unternehmen/Gewerbe (Manchester Legal Awards 2017).
- Gewann die Auszeichnung für'Data Analytics Excellence' (Insurance Times Tech & Innovation Awards 2016).
- Ausgezeichnet als „Best Leadership of Innovation“ und „Best Managed Workplace“ (Managing Partners’ Forum Awards for Management Excellence 2015).
- Ausgezeichnet als „Legal Innovator of the Year“ (Legal Business Awards 2015).
- Auszeichnung als „Management Team of the Year“ (The Lawyer Management Awards 2014).

Die Kanzlei widmet sich der Schaffung eines vielfältigen Geschäfts und war die erste britische Anwaltskanzlei, die die ClearAssured"-Akkreditierung erhielt, die die Kanzlei als integrativen Personalvermittler für behinderte Talente hervorhebt. DWF hat auch ein Frauen- und LGBT-Netzwerk ins Leben gerufen und wurde wegen seiner integrativen Arbeitsplatzpolitik im Stonewall Top 100 Employers Index 2016 gelistet.

## Ausgewählte Mandate

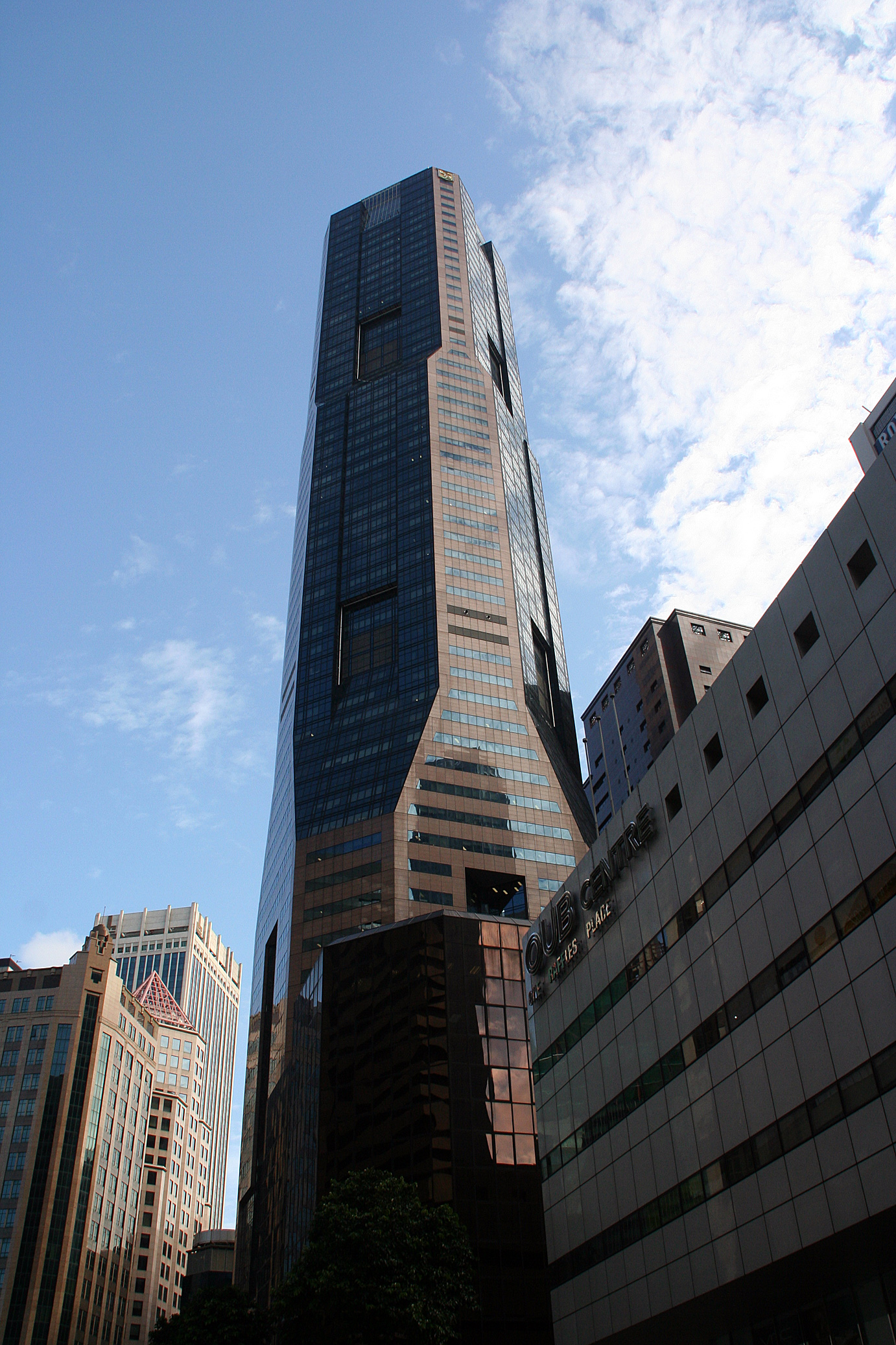
DWF zog 2017 in den 58. Stock des Republic Plaza, das zweithöchste Gebäude in Singapur.

- DWF beriet in Zusammenarbeit mit Jones Lang LaSalle den südkoreanischen Pensionsfonds NPS, das neue Londoner Hauptquartier der Goldman Sachs für 1,56 Milliarden US-Dollar zu kaufen. Mit der Transaktion verpflichtet sich Goldman Sachs zu einem 25-jährigen Mietvertrag über das 826.000 Quadratmeter große Grundstück und wird im Sommer 2019 in das Gebäude einziehen. Die Transaktion ist die größte britische Immobilientransaktion in diesem Jahr und der zweitgrößte aller Zeiten, nach dem Verkauf des Londoner „Walkie Talkie“ für 1,6 Milliarden Dollar, in dem u. a. die Londoner Anwälte von DWF sitzen.
- DWF beriet den Kensington and Chelsea Council bei der Untersuchung der Brandkatastrophe im Grenfell Tower im Juni 2017, die zum Tod von 80 Menschen führte.
- DWF beriet die Polizei von South Yorkshire in einer Klage von Cliff Richard gegen die British Broadcasting Corporation und SYP wegen Verletzung seiner Persönlichkeitsrechte mit einem positiven Urteil belegt.
- Das Unternehmen beriet den Poundland-Inhaber Pepkor bei seiner 233 Millionen US-Dollar Finanzierung mit der US-amerikanischen Investmentfirma Davidson Kempner Capital Management.
- DWF-Praxisgruppe Finanzen beriet den Rohstoffhändler Trafigura beim Verlust von Fracht nach einem Brand in einem Ölterminal in Johor, Malaysia mit einem Volumen von 150 Millionen US-Dollar.
- DWF beriet den Discovery Park, einen der führenden Wissenschafts- und Technologieparks Europas, bei der Errichtung einer Anlage für erneuerbare Energien von 207 Millionen US-Dollar. Im Discovery Park sind rund 650 Mitarbeiter von Pfizer UK beschäftigt.

## Persönlichkeiten und Alumni
- Im Jahr 2018 ernannte DWF den Spezialisten für Business Transformation Anup Kollanethu zum CEO von DWF Managed Services, der von Freshfields Bruckhaus Deringer wechselte, nachdem er in der derselben Position lange die Geschicke der Magic Circle-Kanzlei geleitet hatte.
- DWF hat den ehemaligen DLA Piper CIO Daniel Pollick eingestellt. Pollick war von Dezember 1997 bis Februar 2018 CIO bei DLA – der größten britischen Anwaltskanzlei nach Umsatz – und ist einer der bekanntesten Namen der Branche.
- Die internationale Schiedsgerichtspartnerin Sabrina Aïnouz wurde in den Internationalen Schiedsgerichtshof der Internationalen Handelskammer (ICC) berufen, eine der weltweit führenden internationalen Schiedsgerichtsinstitutionen.
- Im September 2017 gab DWF Sir Nigel Knowles als neuen Vorsitzenden bekannt. Sir Nigel Knowles wurde 2009 in der prestigeträchtigsten neujährlichen Ehrenliste für seine Verdienste um den Anwaltsberuf zum Ritter geschlagen und ist derzeit Vorsitzender von Sheffield LEP, High Sheriff of Greater London und Treuhänder des Prince’s Trust. Er war zuvor der Global Co-Chairman der internationalen Anwaltskanzlei DLA Piper.

## Standorte
Die jüngere Geschichte der Kanzlei ist von einem stetigen Prozess der Internationalisierung geprägt. In den letzten zehn Jahren hat sie eine Präsenz in wichtigen Großstädten auf der ganzen Welt aufgebaut. Das Unternehmen hat seinen Hauptsitz im Stadtteil Spinningfields in Manchester und verfügt darüber hinaus über 27 Büros in 15 Ländern in Asien, Europa, dem Mittleren Osten und Nordamerika.

### Großbritannien
- Belfast
- Birmingham
- Bristol
- Edinburgh
- Glasgow
- Leeds
- Liverpool
- London – im Gebäude 20 Fenchurch Street
- Milton Keynes
- Newcastle

### International
- Berlin
- Bogotá
- Brisbane
- Brüssel
- Buenos Aires
- Chicago
- Köln
- Dubai
- Dublin
- Düsseldorf
- Dschidda
- Melbourne
- Mailand
- München
- Panama-Stadt
- Paris
- Riad
- Singapur
- Sydney
- Toronto